# Ljubomir Ognjanow-Risor
Ljubomir Ognjanow-Risor (* 16. Mai 1910 in Jambol; † 1987) war ein bulgarischer Germanist und Übersetzer.

## Leben
Er studierte Germanistik und Slawistik in Sofia und arbeitete für kommunistische bzw. linksgerichtete Presseorgane. Um 1930 bestanden über ihn Kontakte zwischen linken Schriftstellern in Deutschland und Bulgarien. In der Zeit nach 1944 arbeitete er im Verlags- und Filmwesen. Ab 1961 war er an der Universität Sofia Professor für neuere deutsche Literatur.
In seiner wissenschaftlichen Arbeit befasste er sich mit Untersuchungen zur klassischen deutschen Literatur und veröffentlichte auch zu übersetzungswissenschaftlichen Fragen.
Er übersetzte unter anderem Werke von Anna Seghers, Johannes R. Becher, Martin Andersen Nexø und William Shakespeare.